# Grundwertekommission der SPD

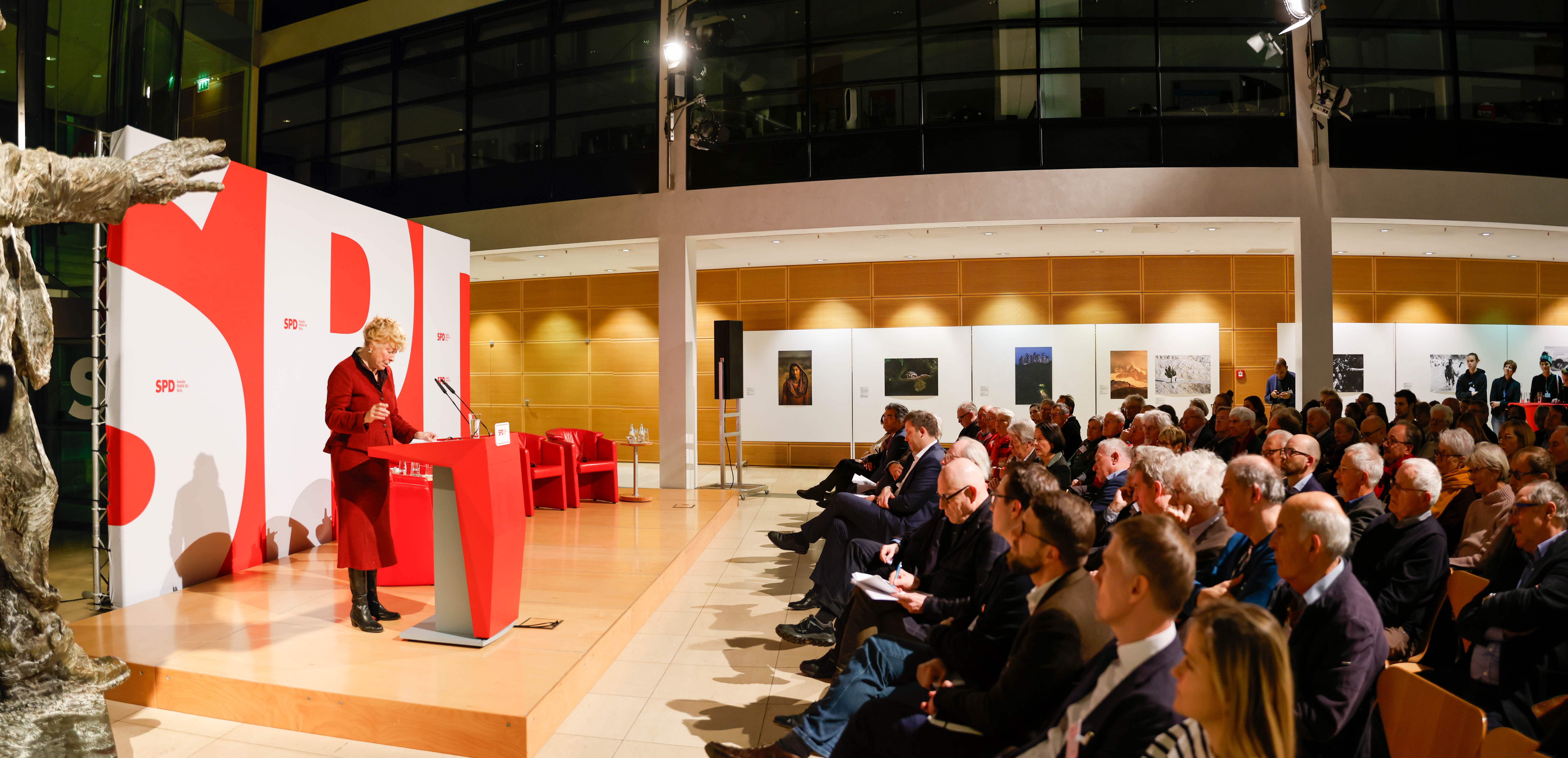
50 Jahre Grundwertekommission der SPD – im Willy-Brandt-Haus (2023)

Die Grundwertekommission beim Parteivorstand der SPD wurde im Jahr 1973 durch den damaligen Parteivorsitzenden Willy Brandt berufen und beschäftigt sich vorrangig mit Fragen, die – wie er es selbst ausdrückte – „über den Tag hinaus“ reichen. Die Grundwertekommission befasst sich somit mit Themen, die eine übergreifende längerfristige Bedeutung für verschiedene Politikzusammenhänge und/oder die politische Kultur bzw. das politische Handeln haben und sozialdemokratischer Antworten bedürfen. Langjähriger prominenter Vorsitzender der Grundwertekommission war Erhard Eppler, der in den Jahren 1973 bis 1992 den Vorsitz des Gremiums innehatte. Er definierte die Grundwertekommission als das einzige Parteigremium, das permanent tagt und reflektiert, was politisch geschieht bzw. geschehen soll. Bedeutung erlangte die Grundwertekommission unter anderem während der SPD-SED-Grundsatzgespräche Ende der 1980er Jahre, als die Kommission gemeinsam mit der Akademie für Gesellschaftswissenschaften beim ZK der SED das gemeinsame Dialogpapier „Der Streit der Ideologien und die gemeinsame Sicherheit“ verabschiedete, in welchem beide Parteien ihren gemeinsamen Willen zur friedlichen Koexistenz zweier deutscher Staaten niederlegten.

## Mitglieder
- Vorsitzende: Gesine Schwan
- Stellvertretender Vorsitzender: Henning Meyer
- Mitglieder: Hans-Peter Bartels, Michael Bröning, Thymian Bussemer, Frank Decker, Naika Foroutan, Volker Gerhardt, Dierk Hirschel, Gustav Horn, Hans Joas, Cansel Kiziltepe, Matthias Kollatz, Laura-Kristine Krause, Christian Krell, Arne Lietz, Wolfgang Merkel, Hans-Jürgen Misselwitz, Almut Möller, Michael Müller, Susan Neiman, Ernst Dieter Rossmann, Kerstin Rothe, Marc Saxer, Nina Scheer, Aleksandra Sowa, Ralf Stegner, Johano Strasser, Heidemarie Wieczorek-Zeul, Rosemarie Will
- Ehrenmitglieder: Thomas Meyer, Wolfgang Thierse

## Vorsitzende
- 1973–1992: Erhard Eppler
- 1992–2010: Wolfgang Thierse
- 2010–2014: Julian Nida-Rümelin
- seit 2014: Gesine Schwan